# Хелоуин 3: Сезонът на вещицата
„Хелоуин 3: Сезонът на вещицата“ (на английски: Halloween III: Season of the Witch) е американски научнофантастичен филм на ужасите от 1982 г.

## Актьорски състав
- Том Аткинс – д-р Даниел Чалис
- Стейси Нелкин – Ели Гримбридж
- Дан О'Херлихи – Конъл Кохрън
- Майкъл Кюри – Рафърти
- Ралф Стрейт – Бъди Къпфър